# 창비신인문학상
창비신인문학상은 대한민국의 출판사 창비가 주관하는 문학상이다. 원래는 창비신인평론상(1994년 제정), 창비신인소설상(1998년 제정) 등 독자적인 이름으로 진행되었으나, 2001년부터 창비신인시인상을 추가하여 ‘창비신인문학상’이란 이름으로 세 부문을 묶어 1년에 한 차례 공모한다. 당선작은 같은 출판사에서 발간하는 계간지 《창작과비평》 당해 겨울호에 실린다.

## 역대 수상자

### 창비신인소설상
| 연도   | 회차 | 당선자        | 당선작                               | 비고      |
| ------ | ---- | ------------- | ------------------------------------ | --------- |
| 1998년 | 1회  | 김윤영        | 〈비밀의 화원〉                      | 가작      |
| 1999년 | 2회  | 임유미        | 〈봄의 계단〉                        |           |
| 2000년 | 3회  | 김지우        | 〈눈길〉                             | 가작      |
| 2001년 | 4회  | 권채운 표명희 | 〈겨울 선인장〉 〈야경〉             | 공동 수상 |
| 2002년 | 5회  | 이상섭        | 〈바다는 상처를 오래 남기지 않는다〉 |           |
| 2003년 | 6회  | 김주희        | 〈소꿉놀이〉                         |           |
| 2004년 | 7회  | (당선자 없음) |                                      |           |
| 2005년 | 8회  | 김사과        | 〈영이〉                             |           |
| 2006년 | 9회  | (당선자 없음) |                                      |           |
| 2007년 | 10회 | 임세화        | 〈모래늪의 기억〉                    |           |
| 2008년 | 11회 | (당선자 없음) |                                      |           |
| 2009년 | 12회 | 이반장        | 〈화가전〉                           |           |
| 2010년 | 13회 | 최민석        | 〈시티투어버스를 탈취하라〉          |           |
| 2011년 | 14회 | 천정완        | 〈팽-부풀어오르다〉                  |           |
| 2012년 | 15회 | 최정화        | 〈팜비치〉                           |           |
| 2013년 | 16회 | (당선자 없음) |                                      |           |
| 2014년 | 17회 | 정영수        | 〈레바논의 밤〉                      |           |
| 2015년 | 18회 | 김수          | 〈젠가의 시간〉                      |           |
| 2016년 | 19회 | 이주혜        | 〈오늘의 할일〉                      |           |
| 2017년 | 20회 | 임국영        | 〈불쎄비키가 왔다〉                  |           |
| 2018년 | 21회 | 장류진        | 〈일의 기쁨과 슬픔〉                 |           |
| 2019년 | 22회 | 정은우        | <묘비 세우기>                        |           |
| 2020년 | 23회 | 김유나        | <이름 없는 마음>                     |           |
| 2021년 | 24회 | 성혜령        | <윤 소 정>                           |           |
| 2022년 | 25회 | 주영하        | <굴과 모래>                          |           |
| 2023년 | 26회 | (당선자 없음) |                                      |           |
| 2024년 | 27회 | 문소이        | <마이 리틀 그리니>                   |           |

### 창비신인시인상
| 연도   | 회차 | 당선자        | 당선작                             | 비고 |
| ------ | ---- | ------------- | ---------------------------------- | ---- |
| 2001년 | 1회  | 최금진        | 〈사랑에 대한 짤막한 질문〉 외 4편 |      |
| 2002년 | 2회  | 안주철        | 〈흉측한길〉 외 4편                |      |
| 2003년 | 3회  | 김광선        | 〈조리사 일기〉 외 4편             |      |
| 2004년 | 4회  | 송진권        | 〈절골〉 외 4편                    |      |
| 2005년 | 5회  | 김성대        | 〈판화처럼 나는 삽니다〉 외 4편    |      |
| 2006년 | 6회  | 고은강        | 〈푸른 꽃〉 외 4편                 |      |
| 2007년 | 7회  | (당선자 없음) |                                    |      |
| 2008년 | 8회  | 백상웅        | 〈각목〉 외 4편                    |      |
| 2009년 | 9회  | 주하림        | 〈데이지〉 외 4편                  |      |
| 2010년 | 10회 | 김재근        | 〈여섯 웜홀을 위한 시간〉 외 4편   |      |
| 2011년 | 11회 | 이지호        | 〈돼지들〉 외 9편                  |      |
| 2012년 | 12회 | 안희연        | 〈고트호브에서 온 편지〉 외 9편    |      |
| 2013년 | 13회 | 전문영        | 〈사과를 기다리며〉 외 6편         |      |
| 2014년 | 14회 | 손유미        | 〈장마의 딸〉 외 6편               |      |
| 2015년 | 15회 | 김지윤        | 〈만월주의보〉 외 4편              |      |
| 2016년 | 16회 | 한연희        | 〈수박이 아닌 것들에게〉 외 4편    |      |
| 2017년 | 17회 | 최지은        | 〈가정〉 외 4편                    |      |
| 2018년 | 18회 | 곽문영        | 「조랑말 속달 우편」 외 4편        |      |
| 2019년 | 19회 | 한재범        | 「저수지의 목록」 외 4편           |      |
| 2020년 | 20회 | 유혜빈        | 「미주의 노래」 외 4편             |      |

### 창비신인평론상
| 연도   | 회차 | 당선자        | 당선작                                                                                     | 비고 |
| ------ | ---- | ------------- | ------------------------------------------------------------------------------------------ | ---- |
| 1994년 | 1회  | 방민호        | 〈현실을 바라보는 세 개의 논리〉                                                           |      |
| 1995년 | 2회  | (당선자 없음) |                                                                                            |      |
| 1996년 | 3회  | 허정          | 〈먼 곳의 불빛―나희덕론〉                                                                  |      |
| 1997년 | 4회  | 유희석        | 〈보들레르와 근대〉                                                                        |      |
| 1998년 | 5회  | 이윤재        | 〈종교적 교감을 통한 치유의 언어―김지하론〉                                                |      |
| 1999년 | 6회  | 김상적        | 〈언어의 온몸-김수영론〉                                                                   |      |
| 2000년 | 7회  | 서영인        | 〈피안과 현실, 절망과 환상이 관계맺는 방식―최인석론〉                                      |      |
| 2001년 | 8회  | 이재영        | 〈상실의 세계와 세계의 상실―신경숙론〉                                                     |      |
| 2002년 | 9회  | 강계숙        | 〈환(幻)의 순간, 초월의 문턱―최정례론〉                                                    |      |
| 2003년 | 10회 | (당선자 없음) |                                                                                            |      |
| 2004년 | 11회 | (당선자 없음) |                                                                                            |      |
| 2005년 | 12회 | (당선자 없음) |                                                                                            |      |
| 2006년 | 13회 | 김종훈        | 〈장자의 그림, 처남들의 연주: 문태준·황병승론〉                                            |      |
| 2007년 | 14회 | 박창범        | 〈생의 우울을 지탱하는 ‘지옥의 눈’〉                                                       |      |
| 2008년 | 15회 | 이경진        | 〈속물들의 윤리학―정이현론〉                                                               |      |
| 2009년 | 16회 | 김영희        | 〈라일락과 장미향기처럼 결합하는: 진은영 시의 감성과 정치〉                                |      |
| 2010년 | 17회 | 윤인로        | 〈코뮨의 조건: 버추얼리티의 문학을 앓기〉                                                  |      |
| 2011년 | 18회 | (당선자 없음) |                                                                                            |      |
| 2012년 | 19회 | 윤재민        | 〈너무 많이 아는 아이들을 위한 가족로망스: 김애란론〉                                      |      |
| 2013년 | 20회 | 류수연        | 「통각의 회복, ‘이름’의 기원을 재구성하다: 권여선의 『레가토』와 『비자나무숲』」          |      |
| 2014년 | 21회 | 이은지        | 「징후적 소설과 그 너머: 이기호의 『김 박사는 누구인가?』가 맴도는 것들」                  |      |
| 2015년 | 22회 | 김요섭        | 「역사의 눈과 말해지지 않은 소년: 조갑상의 『밤의 눈』과 한강의 『소년이 온다』에 대하여」 |      |
| 2016년 | 23회 | (당선자 없음) |                                                                                            |      |
| 2017년 | 24회 | (당선자 없음) |                                                                                            |      |
| 2018년 | 25회 | 전기화        | 「황정은 다시」                                                                            |      |